# Cosmogonie hindoue
La cosmogonie hindoue repose sur un ensemble de textes anciens composés en sanskrit qui ont trait à la mythologie et la mesure du temps. Selon cette cosmogonie, l'univers est cycliquement créé, détruit puis recréé sur une période correspondant à un jour et une nuit de Brahmā.